# Johan Georg Mejländer
Johan Georg Mejländer (født 1. august 1751 i Rendsborg i hertugdømmet Holsten, død 24. september 1824 på Agnæs ved Larvik) var en dansk-norsk officer.
Han var søn af korporal Samuel Jängen ved oldenborgske gevorbne infanteriregiment, men adopteret af premierløjtnant ved 2. smålenske nationale infanteriregiment Johan Georg Mejlander. Han stod en tid som underofficer, blev 1773 kadet, 1775 sekondløjtnant ved 2. smålenske nationale infanteriregiment, 1778 premierløjtnant, 1788 kaptajnløjtnant og adjudant i feltmarskal, prins Carl af Hessens generalstab under indfaldet i Båhus Len samme år, overførtes 1789 til telemarkske nationale infanteriregiment, hvor han samme år blev virkelig kaptajn, overførtes 1799 til oplandske nationale infanteriregiment og blev 1800 major og kommandør for ullensakerske bataljon, der 1801 annekteredes Norsk Jægerkorps som en let infanteribataljon. Samme år udnævntes Mejländer til 1. adjudant hos den kommanderende general søndenfjelds, overførtes kort efter til nordenfjeldske og 1802 til søndenfjeldske gevorbne infanteriregiment som 4. stabsofficer, blev 1805 3. stabsofficer (premiermajor), 1808 oberstløjtnant og generaladjudant-løjtnant ved den reorganiserede generaladjudantstab, 1809 kommandør for telemarkske nationale infanteriregiment, 1810 oberst og chef for regimentet, 1814 generalmajor og samme år chef for den i trakten om Vallø og Tønsberg samlede brigade, gik ved arméreduktionen i Norge af på ventepenge fra nytår 1818, men udnævntes samme år til kommandant i Frederikstad, gik 1822 atter af på ventepenge og døde på Agnæs ved Larvik 24. september 1824.
Gift 1791 med Anne Dorothea Grønvold (1767-1837), datter af oberstløjtnant Bernt Christian Grønvold.